# Frank Adams
Pour les articles homonymes, voir Frank Adams (homonymie) et Adams.
John Frank Adams (5 novembre 1930 – 7 janvier 1989) est un mathématicien britannique, l'un des fondateurs de la théorie de l'homotopie,,.

## Biographie
Frank Adams est né à Woolwich, dans la banlieue sud-est de Londres. Il commence ses recherches au Trinity College de Cambridge auprès d'Abram Besicovitch, mais se réoriente rapidement vers la topologie algébrique. En 1956, il soutient à Cambridge un Ph. D., dirigé par Shaun Wylie et devient Fellow du Trinity. Une bourse lui permet de faire un séjour à l'université de Chicago et à l'IAS (Institute for Advanced Study) en 1957-1958 et il séjourne de nouveau à l'IAS en 1961. Il occupe la Chaire Fielden (en) à Manchester (1964-1970) puis la Chaire Lowndes (en) à Cambridge (1970-89).
Il est orateur invité à l'ICM (Congrès international des mathématiciens) de 1962 à Stockholm (Application of the Grothendieck-Atiyah-Hirzebruch functor K(X)) et donne une conférence plénière à l'ICM de 1966 à Moscou (A Survey of Homotopy Theory). Il est élu membre de la Royal Society (1964), de la National Academy of Sciences (l'académie des sciences des États-Unis) (1985) et de l'Académie danoise des sciences. Il est le premier à recevoir le prix Senior Whitehead de la London Mathematical Society, en 1974. Il obtient aussi le prix Berwick (1963) et la médaille Sylvester (1982).
Adams se passionne pour l'alpinisme — il lui arrive de faire des démonstrations d'escalade à table entre amis — et le jeu de go.
Il est mort dans un accident de voiture à Brampton, dans le Huntingdonshire.
Une plaque à sa mémoire est posée dans la chapelle du Trinity.

## Œuvre
Dans les années 1950, la théorie moderne de l'homotopie en est à ses balbutiements et fourmille de problèmes non résolus. Adams réalise beaucoup d'avancées théoriques importantes en topologie algébrique ; ses innovations sont toujours motivées par des problèmes précis. Influencé par l'école française de Henri Cartan et Jean-Pierre Serre, il reformule et renforce leur méthode consistant à « tuer » des groupes d'homotopie dans les termes d'une suite spectrale, créant ainsi l'outil de base — appelé aujourd'hui la suite spectrale d'Adams (en) — de la théorie de l'homotopie stable. Elle commence par les groupes Ext calculés sur l'anneau des opérations cohomologiques (en), qui dans le cas classique constituent l'algèbre de Steenrod (en). Il utilise cette suite spectrale pour résoudre le problème de l'invariant de Hopf (en) égal à 1, dans un article de 1960 où il analyse en profondeur les opérations cohomologiques secondaires (en). La suite spectrale d'Adams-Novikov est un analogue de celle d'Adams pour une théorie cohomologique extraordinaire : c'est un outil calculatoire de grande portée potentielle.
Adams est aussi un précurseur dans les applications de la K-théorie. Il invente les opérations d'Adams (en) en K-théorie, qui sont dérivées des puissances extérieures ; elles sont de nos jours également largement utilisées dans des contextes purement algébriques. Adams les introduit dans un article de 1962, pour résoudre le problème des champs de vecteurs sur les sphères. Il les utilise par la suite pour étudier sa conjecture sur le J-homomorphisme (en) dans les groupes d'homotopie stable des sphères. Un article ultérieur d'Adams et Atiyah utilise ces opérations pour redémontrer, de façon très élégante et bien plus rapide, le résultat sur l'invariant de Hopf égal à 1, mentionné ci-dessus.
Adams a formé beaucoup d'étudiants de talent et a eu une énorme influence sur le développement britannique et mondial de la topologie algébrique.

## Sélection de publications
- (en) « On the structure and applications of the Steenrod Algebra », Commentarii mathematici Helvetici, vol. 32,‎ 1957/58, p. 180-214 (lire en ligne)
- (en) « On the non existence of elements of Hopf invariant one », Ann. Math., vol. 72,‎ 1960, p. 20
- (en) « Vector fields on spheres », Ann. Math., vol. 75,‎ 1962, p. 603-632
- (en) Stable homotopy theory, Springer, coll. « Lecture Notes in Mathematics », 1964
- (en) Lectures on Lie groups, 1969
- (en) Algebraic topology : a student's guide, 1972
- (en) Stable Homotopy and Generalised Homology, UCP, coll. « Chicago Lectures in Mathematics Series », 1974, 373 p. (ISBN 978-0-226-00524-9, lire en ligne)
- (en) Localisation and completion, 1975
- (en) Infinite loop spaces, 1978
- (en) J. P. May et C. B. Thomas, The selected works of J. Frank Adams, vol. I, CUP, 1992, 552 p. (ISBN 978-0-521-41063-2, lire en ligne)
- (en) J. P. May et C. B. Thomas, The selected works of J. Frank Adams : Volume 2, vol. II, CUP, 1992, 545 p. (ISBN 978-0-521-41065-6, lire en ligne)
- (en) Zafer Mahmud et Mamoru Mimura (eds.), Lectures On Exceptional Lie Groups, UCP, coll. « Chicago Lectures in Mathematics Series », 1996, 122 p. (ISBN 978-0-226-00527-0, lire en ligne)